# Alfred Schieske
Alfred Schieske, född 6 september 1908 i Stuttgart, Württemberg, död 14 juli 1970 i Berlin, var en tysk skådespelare.

## Roller i urval
- 1941 – Musikens vagabond
- 1943 – En kvinna lever farligt
- 1948 – Berliner-ballad
- 1948 – Farligt vittne
- 1950 – Odette - agent S 23
- 1951 – Die Schuld des Dr. Homma
- 1955 – Den 20 juli - attentatet mot Hitler
- 1960 – Krigsfångarna
- 1970 – Pippi Långstrump på de sju haven